# Exocoetidae
Pour les articles homonymes, voir Exocet.
« Poisson volant » redirige ici. Ne pas confondre avec Poisson volant (constellation).
Famille
Les Exocoetidae ou exocets, appelés usuellement poissons volants sont une famille de poissons marins comprenant 70 espèces regroupées dans 7 à 9 genres.
L'exocet est un poisson des mers chaudes, dénommé poisson volant parce que ses nageoires pectorales, très développées, lui permettent de sauter hors de l'eau et de planer.

## Description et caractéristiques

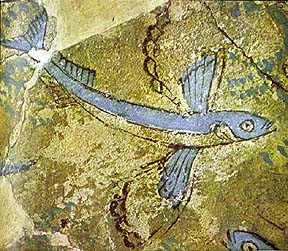
Exocet d'une fresque minoenne à Phylakopi sur l'île de Milos.

On trouve les poissons volants dans tous les océans, principalement dans les eaux chaudes tropicales ou subtropicales. Lorsque le climat est plus chaud, on les trouve aussi en Méditerranée, comme en témoignent les fresques minoennes. Leur caractéristique principale est l'extension de leurs nageoires pectorales, inhabituellement larges, qui leur permettent d'effectuer des vols planés hors de l'eau dans le but d'échapper aux prédateurs. Chez certaines espèces, les nageoires pelviennes sont aussi inhabituellement larges, donnant à ces poissons quatre « ailes ».
Pour se préparer à un vol plané, le poisson nage rapidement près de la surface de l'eau, avec ses nageoires près du corps. Lorsqu'il sort de l'eau, il déploie ses nageoires. La nageoire caudale est en général très hérissée, avec le lobe inférieur plus long que le supérieur. Le poisson déplace rapidement le lobe inférieur pour se propulser en avant lorsque le reste du corps est déjà hors de l'eau. Finalement, même la queue est hors de l'eau et le poisson vole. Il ne bat pas des ailes. En planant, le poisson volant peut au moins doubler sa vitesse et ainsi atteindre des vitesses supérieures à 60 km/h. Les vols planés ont généralement une longueur de 30 à 50 m, mais des vols de plusieurs centaines de mètres ont été observés. Le poisson volant peut aussi faire des séries de vols planés en plongeant à chaque fois sa queue dans l'eau pour produire une nouvelle propulsion.

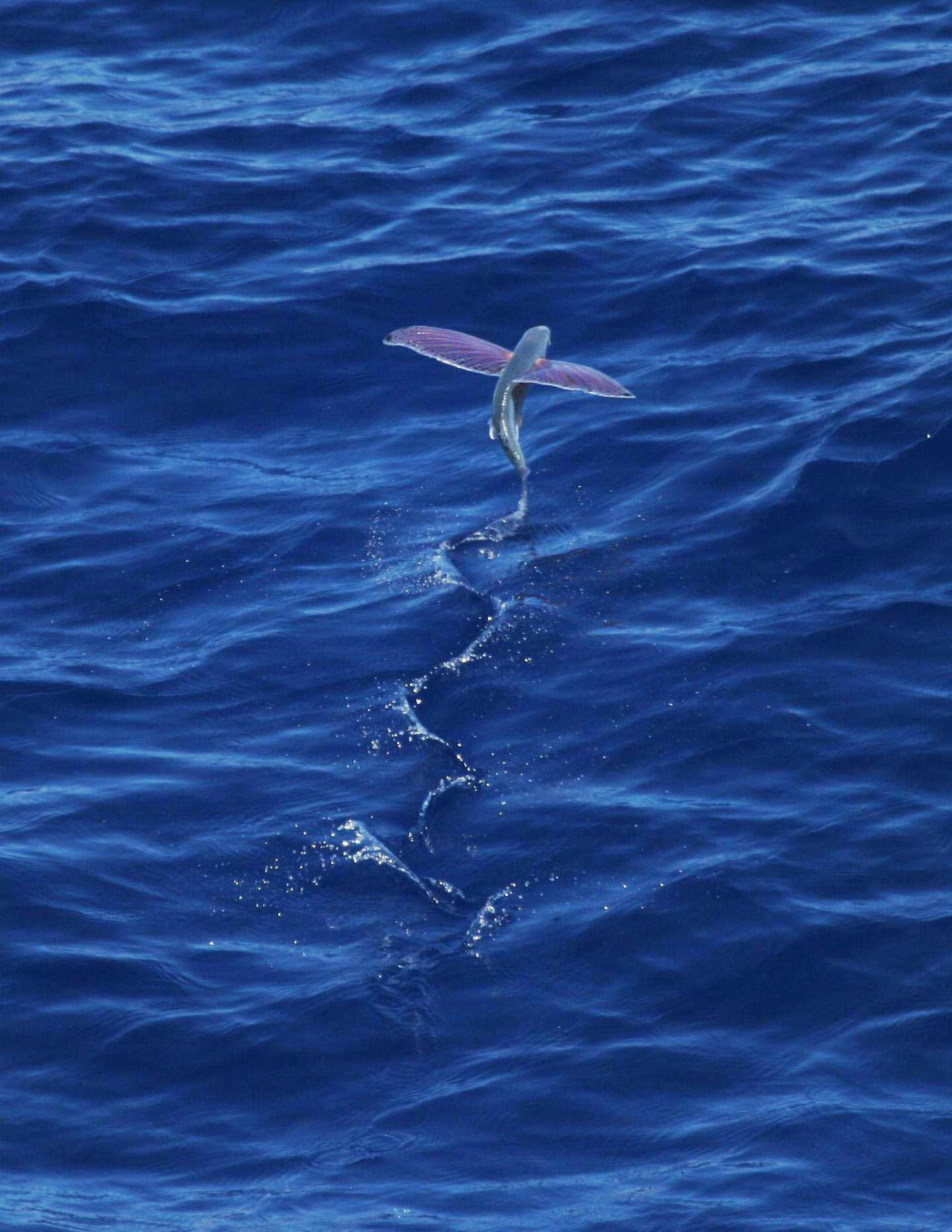
Poisson volant

Plusieurs espèces atteignent une longueur de 30 cm, alors qu'une minorité peut même atteindre les 45 cm. Les yeux sont plus plats que ceux d'un poisson normal, afin de voir à la surface de l'eau. Ils vivent près de la surface de l'eau et se nourrissent de plancton.
Le poisson volant, souvent conservé par séchage, est la nourriture de base du peuple Da'o de l'île des Orchidées (Taïwan). Leurs œufs (Tobiko) sont utilisés dans la cuisine japonaise pour confectionner certains types de sushi.
Le terme Exocoetidae vient du grec exo pour « dehors » et koite pour « creux » — et non du latin cetus pour « gros poisson » (ou baleine). Le missile Exocet est un missile guidé nommé en référence à ce poisson. Il y a aussi trois navires de l'US Navy nommés USS Flying Fish.
Le mārara, nom tahitien de ce poisson, est le symbole de l'Office des postes et télécommunications de Polynésie française que l'on retrouve sur son logo.

## Liste des genres

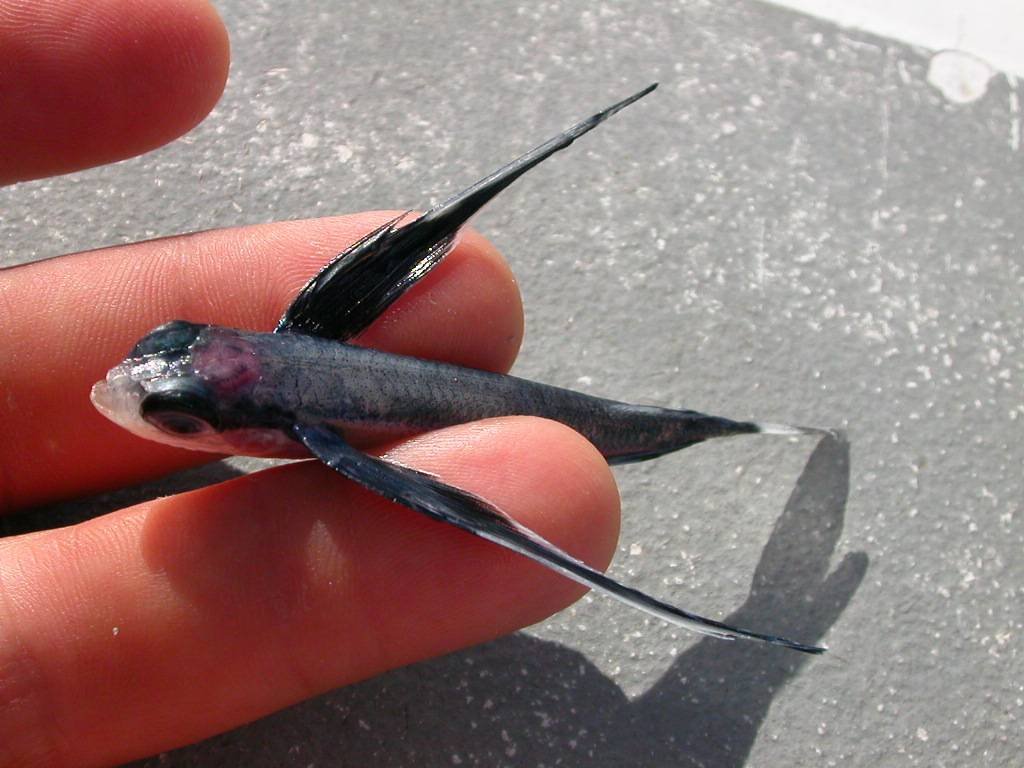
Poisson volant commun (Exocoetus volitans) de l'océan Atlantique.

| Selon World Register of Marine Species (30 novembre 2014) et FishBase (30 novembre 2014) : ___ - genre Cheilopogon Lowe, 1841 -- 28 espèces - genre Cypselurus Swainson, 1838 -- 10 espèces - genre Exocoetus Linnaeus, 1758 -- 5 espèces - genre Fodiator Jordan & Meek, 1885 -- 2 espèces - genre Hirundichthys Breder, 1928 -- 10 espèces - genre Paraxocoetus (genre vide, non reconnu par FishBase) - genre Parexocoetus Bleeker, 1865 -- 3 espèces - genre Prognichthys Breder, 1928 -- 6 espèces - genre Ptenonotus Ogilby, 1908 (genre vide, non reconnu par FishBase) | Selon ITIS (30 novembre 2014) : - genre Cheilopogon Lowe, 1841 - genre Cypselurus Swainson, 1838 - genre Danichthys Bruun, 1934 - genre Exocoetus Linnaeus, 1758 - genre Fodiator Jordan & Meek, 1885 - genre Hirundichthys Breder, 1928 - genre Parexocoetus Bleeker, 1866 - genre Prognichthys Breder, 1928 |

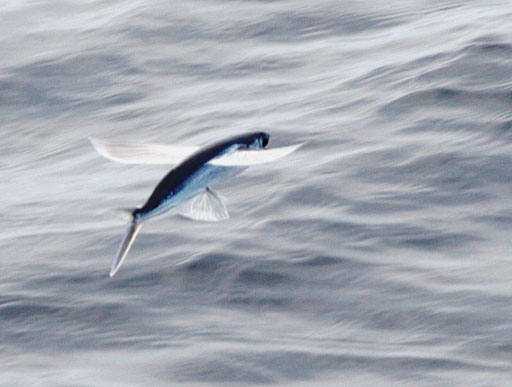
Cheilopogon melanurus
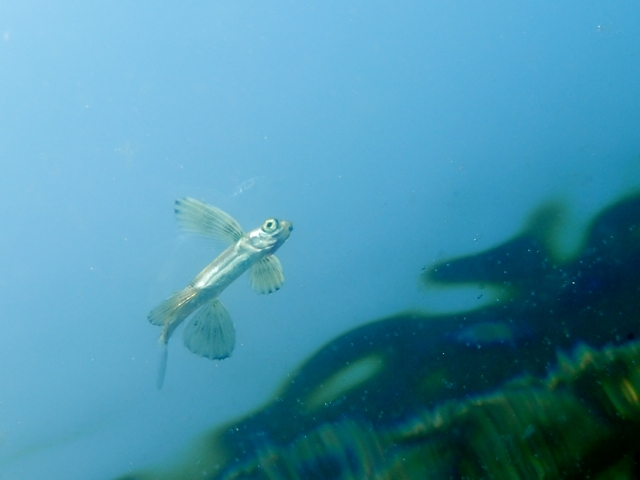
Cypselurus sp.
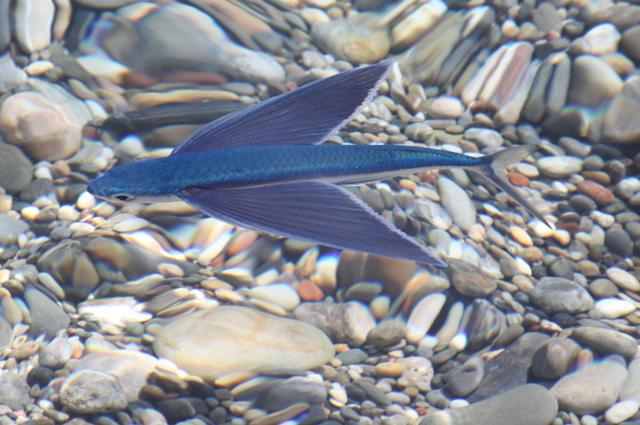
Exocoetus volitans
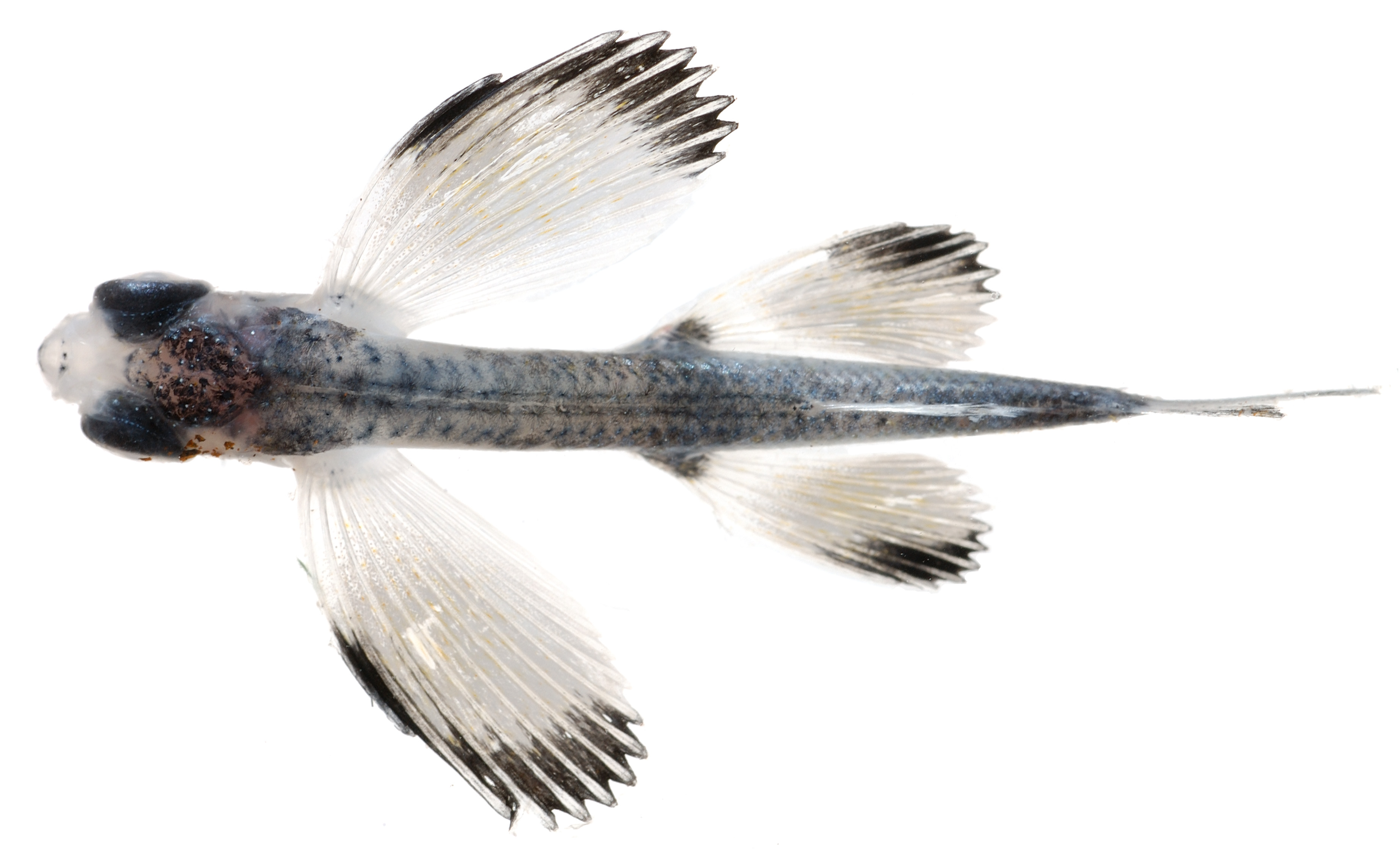
Hirundichthys sp. juvénile
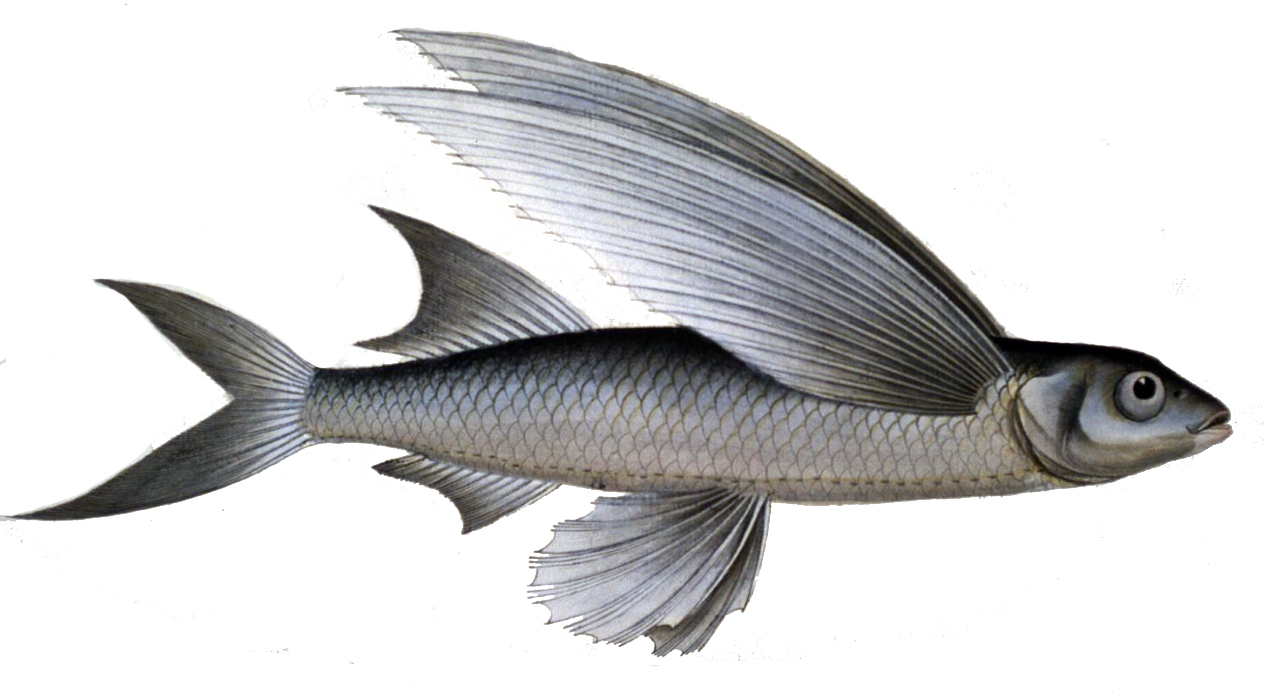
Parexocoetus hillianus